# Seeburg, Göttingen
Seeburg là một đô thị thuộc huyện Göttingen, trong bang Niedersachsen, Đức. Đô thị này có diện tích 13,44 km². Dân số thời điểm 31 tháng 12 năm 2006 là 1627 người. Đô thị này có hai làng Seeburg và Bernshausen. Seeburg nằm bên hồ Seeburger và thuộc Eichsfeld.